# Áno Maláki
Áno Maláki, en grec moderne : Άνω Μαλάκι, est un village du dème de Réthymnon, en Crète, en Grèce. Selon le recensement de 2011, la population d'Áno Maláki compte 77 habitants. Le village est situé à une altitude de 420 m et à 20 km de Réthymnon.